# Martin Luthers lilla katekes
Martin Luthers lilla katekes (tyska: Der Kleine Katechismus) är en katekes, skriven av Martin Luther och publicerad 1529.
Den skrevs efter att Luther varit ute som visitatör och stött på en stor okunnighet om den kristna läran i byarna. Den lilla katekesen innehåller ett förord ("Enchiridion") och fem huvudstycken. De fem huvudstyckena behandlar 1) Tio Guds bud, 2) Trosbekännelsen, 3) Herrens bön, 4) Dopet och bikten, 5) Nattvarden, Husfaderns välsignelse, Bordsbönen och Hustavlan. När Lilla katekesen återgivs i psalmboken är den något förkortad, då avsnitten om Bikt, Husfaderns välsignelse, Bordsbönen och Hustavlan inte är med. Den lilla katekesen har förr i Sverige använts flitigt som lärobok för unga vid söndagsskola och konfirmation och används ofta än i dag runt omkring i världen. Den införlivades med Konkordieboken och räknas som en av Svenska kyrkans bekännelseskrifter. Danska och norska kyrkan, som inte har antagit hela Konkordieboken, har också den Lilla katekesen som en del av sin bekännelse.
Lilla katekesen trycktes troligen på svenska 1544. De äldsta bevarade upplagorna är från 1567 och 1572. Under 1600-talet utkom den i en rad utgåvor, bland annat genom Laurentius Paulinus Gothus' försorg. Paulinus Gothus utgav Thesaurus catecheticus (1631), som fick stor betydelse för katekesundervisningen.
Lilla katekesen omnämndes i 1634 års regeringsform. Särskilt spridd blev Olof Svebilius katekesförklaring, utgiven 1689, vilken redigerades 1810 av Jacob Axelsson Lindblom, under medverkan av bland andra Samuel Ödmann och Johan Åström. Versionen som intog en teologiskt förmedlande ställning mötte på grund av neologiserande drag snart stark opposition. Inte heller den av en kommitté utarbetade variant som antogs 1878 vann allmänt gillande. 1911 tillsattes en ny katekesnämnd, som 1917 framlade ett eget lärobokförslag: Vår kristna tro, framställd i anslutning till Martin Luthers Lilla katekes. Inom konfirmandundervisningen behölls dock länge 1878 års utgåva. 1929 antog kyrkomötet en reviderad, trognare översättning av texten i Luthers Lilla katekes.
Genom skolordningen 1919 avskaffades utantillinlärningen av katekesen som teologisk undervisning i skolan. Katekesen skulle endast läsas som historisk undervisning. 1929 medgav dock regeringen att ett mindre antal viktiga och för barnen lättillgängliga stycken därur fick göras till utantillinlärning. Efterhand försvann detta. Lilla katekesen upphörde under 1960-talet att vara Svenska kyrkans obligatoriska konfirmandläromedel.